# Ocean of Night
Ocean of Night – piosenka Editors i piąty singel promujący piąty album grupy zatytułowany In Dream. Singel został wydany 9 listopada 2015 przez PIAS Recordings (nr kat. PIASR861CDSP). Gościnnie w utworze śpiewa angielska pieśniarka Rachel Goswell.

## Lista utworów
1. "Ocean of Night" [Radio Edit]
2. "Ocean of Night" [Album Version]

## Notowania
| Kraj   | Lista (2015/2016)      | Najwyższa pozycja |
| ------ | ---------------------- | ----------------- |
| Polska | Lista Przebojów Trójki | 41                |
| Polska | Aferzasta              | 9                 |
| Polska | Uwuemka                | 18                |